# Ernst Berg (Rennfahrer)

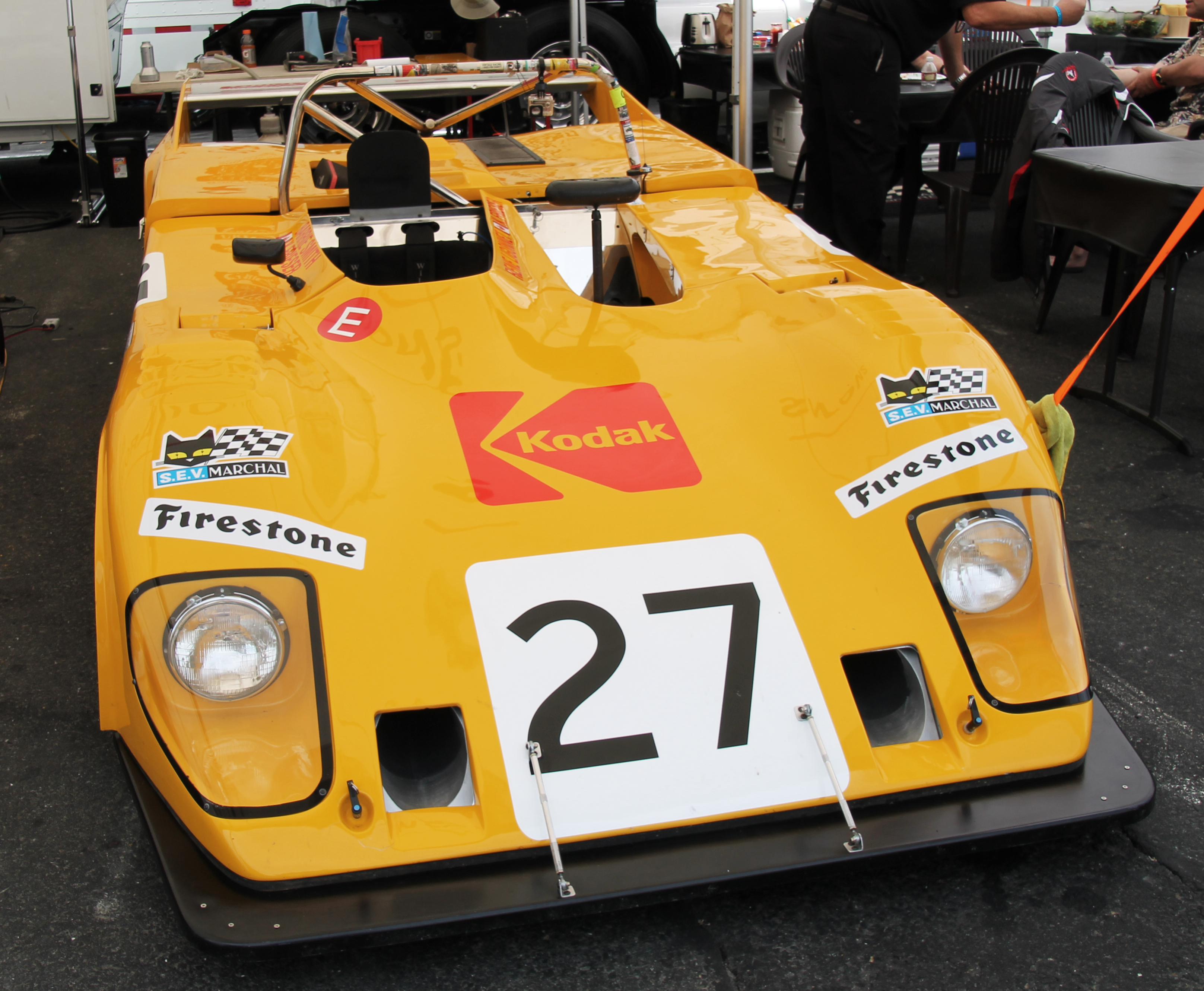
Auf einem Lola T290/4S bestritt Ernst Berg das 24-Stunden-Rennen von Le Mans 1977

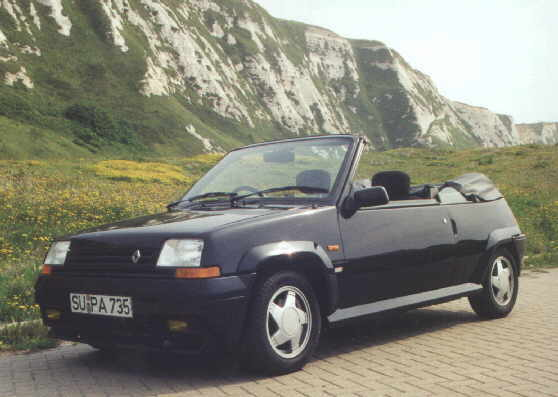
Renault R5 Cabrio von Ernst Berg Systeme

Jonkheer Ernst Joan Herbert Berg (* 14. Juni 1947 in Amsterdam) ist ein ehemaliger niederländischer Autorennfahrer und Unternehmer.

## Karriere als Rennfahrer
Ernst Berg war in den 1960er- und 1970er-Jahren im Touren- und Sportwagensport aktiv. Er fuhr in der Tourenwagen-Europameisterschaft, wo seine beste Platzierung der siebte Endrang bei der RAC Tourist Trophy 1978 auf dem Silverstone Circuit war. Neben seinen regelmäßigen Einsätzen in der niederländischen Tourenwagenmeisterschaft bestritt er auch einige Rennen der Sportwagen-Weltmeisterschaft. 1977 erreichte er eine Podiumsplatzierung, als er gemeinsam mit Alain de Cadenet auf einem Lola T294S Gesamtdritter beim 500-km-Rennen von Dijon wurde.
Ein Start beim 24-Stunden-Rennen von Le Mans steht für Ernst Berg zu Buche. 1977 ging er gemeinsam mit Ian Harrower, Martin Birrane und Richard Down auf einem Lola T290/4S ins Rennen. Mangels zurückgelegter Distanz wurde das Quartett nicht klassiert.

## Unternehmer
Nach dem Ende seiner Fahrerkarriere gründete Ernst Berg in Zaventem ein Karosserieunternehmen, das sich auf den Umbau von geschlossenen Fahrzeugen in Cabriolets spezialisierte. Ernst Berg Systeme baute unter anderen Renault 5 und Lada Samara in Cabriolets um. 1996 musste das Unternehmen Insolvenz anmelden.

## Statistik

### Le-Mans-Ergebnisse
| Jahr | Team                     | Fahrzeug     | Teamkollege  | Teamkollege    | Teamkollege  | Platzierung     | Ausfallgrund |
| ---- | ------------------------ | ------------ | ------------ | -------------- | ------------ | --------------- | ------------ |
| 1977 | Dorset Racing Associates | Lola T290/4S | Ian Harrower | Martin Birrane | Richard Down | nicht klassiert |              |

### Einzelergebnisse in der Sportwagen-Weltmeisterschaft
| Saison | Team                     | Rennwagen  | 1   | 2   | 3   | 4   | 5   | 6   | 7   | 8   | 9   | 10  | 11  | 12  | 13  | 14  | 15  | 16  | 17  |
| ------ | ------------------------ | ---------- | --- | --- | --- | --- | --- | --- | --- | --- | --- | --- | --- | --- | --- | --- | --- | --- | --- |
| 1977   | Dorset Racing Associates | Lola T294S | DAY | MUG | DIJ | MON | SIL | NÜR | VAL | PER | WAT | EST | LEC | MOS | IMO | SAL | BRH | HOK | VAL |
| 1977   | Dorset Racing Associates | Lola T294S |     |     | 3   | 7   |     |     |     |     |     |     |     |     |     |     |     |     |     |